# Боровков Максим Валерійович
Максим Валерійович Боровков (5 квітня 1977 року) — український футболіст, захисник.

## Кар'єра гравця
Інформація станом на 23 серпня 2011 р.
| Клуб                             | Сезон   | Ліга       | Чемпіонат | Чемпіонат | Кубок | Кубок | Загалом | Загалом |
| Клуб                             | Сезон   | Ліга       | Матчі     | Голи      | Матчі | Голи  | Матчі   | Голи    |
| -------------------------------- | ------- | ---------- | --------- | --------- | ----- | ----- | ------- | ------- |
| «Металург» (Новомосковськ)       | 1994—95 | Друга ліга | 15        | -         | -     | -     | 15      | -       |
| «Металург» (Новомосковськ)       | 1995—96 | Друга ліга | 1         | -         | -     | -     | 1       | -       |
| «Металург» (Нікополь)            | 2000—01 | Перша ліга | 15        | -         | -     | -     | 15      | -       |
| «Електрометалург-НЗФ» (Нікополь) | 2001—02 | Перша ліга | 33        | 5         | 4     | -     | 37      | 5       |
| «Електрометалург-НЗФ» (Нікополь) | 2002—03 | Друга ліга | 15        | 10        | 1     | -     | 16      | 10      |
| ФК «Красилів»                    | 2002—03 | Перша ліга | 15        | -         | -     | -     | 15      | -       |
| «Красилів-Оболонь» (Красилів)    | 2003—04 | Перша ліга | 34        | 1         | 1     | -     | 35      | 1       |
| «Поділля» (Хмельницький)         | 2004—05 | Перша ліга | 30        | 2         | 2     | -     | 32      | 2       |
| «Поділля» (Хмельницький)         | 2005—06 | Перша ліга | 32        | 1         | 1     | -     | 33      | 1       |
| «Поділля» (Хмельницький)         | 2006—07 | Перша ліга | 19        | -         | -     | -     | 19      | -       |
| «Спартак» (Івано-Франківськ)     | 2006—07 | Перша ліга | 4         | -         | -     | -     | 4       | -       |
| «Десна» (Чернігів)               | 2007—08 | Перша ліга | 37        | 1         | 1     | -     | 38      | 1       |
| «Десна» (Чернігів)               | 2008—09 | Перша ліга | 20        | -         | 1     | -     | 21      | -       |
| «Десна» (Чернігів)               | 2009—10 | Перша ліга | 32        | -         | 1     | -     | 33      | -       |
| «Прикарпаття» (Івано-Франківськ) | 2010—11 | Перша ліга | 11        | 0         | 2     | -     | 13      | -       |
| «Десна» (Чернігів)               | 2011—12 | Друга ліга | 4         | -         | 4     | -     | 4       | -       |
| Всього:                          | Всього: | Перша ліга | 282       | 10        | 13    | -     | 295     | 10      |
| Всього:                          | Всього: | Друга ліга | 35        | 10        | 1     | -     | 36      | 10      |